# Penny Lane
«Penny Lane» (с англ. — «Пенни-Лейн») — песня группы «Битлз», написанная Полом Маккартни (приписана Леннону и Маккартни). Название песни происходит от одноимённой улицы в Ливерпуле.
Песня была записана во время сессий, посвящённых альбому Sgt. Pepper's Lonely Hearts Club Band, и выпущена в феврале 1967 года на сингле с двумя сторонами «А» вместе с композицией «Strawberry Fields Forever». Обе песни впоследствии вошли в американскую версию альбома Magical Mystery Tour (1967).
В 2004 году журнал Rolling Stone присвоил песне 456 позицию в списке 500 величайших песен всех времён.

## История улицы
До своей всемирной славы, вызванной одноимённой песней, Пенни-Лейн была известна лишь наличием конечной остановки нескольких автобусов, идущих до центра города. Сюда же прибывала значительная часть туристических автобусов.
К концу 1970-х годов основными экономическими предприятиями, расположенными на улице, были Penny Lane Records, Sven Books (первый в Ливерпуле розничный секс-шоп) и бар, сначала известный как Harper’s Bizarre, а сейчас именуемый Penny Lane Wine Bar. В середине 1980-х автобусный навес над кольцевой развязкой (упоминаемой в песне) был перестроен в кафе. Впоследствии район Пенни-Лейн стал довольно привлекательной в коммерческом плане зоной. Здесь располагаются многочисленные кафе, бары, бистро, а также магазины крупных торговых сетей, что делает этот район популярным среди студентов.
В июле 2006 года в городском совете Ливерпуля обсуждался вопрос о переименовании ряда улиц из-за того, что их названия были связаны с работорговлей. Под это предложение подпадала и Пенни-Лейн, названная в честь известного работорговца и противника аболиционизма XVIII века Джеймса Пенни. В итоге было решено пересмотреть стратегию переименований. 10 июля 2006 стало известно, что власти Ливерпуля не будут вносить Пенни-Лейн в перечень улиц, подлежащих переименованию.
Описание пожарного и его автомобиля, имеющееся в тексте, отсылает к пожарному депо у Матер-Авеню (оно располагается на некотором расстоянии от Пенни-Лейн и работает до сих пор).
Улица стала одним из мест, наиболее часто посещаемых фанатами «Битлз» в Ливерпуле. В прошлом уличные обозначения с названием «Пенни-Лейн» регулярно пропадали. Поскольку постоянное их восстановление вызывало множество проблем, городские власти одно время просто рисовали название улицы на стенах зданий. В 2007 году эта практика была прекращена; в настоящее время используются особо надёжные уличные вывески, которые не так легко похитить (хотя часть из них и продолжает пропадать).

## История песни

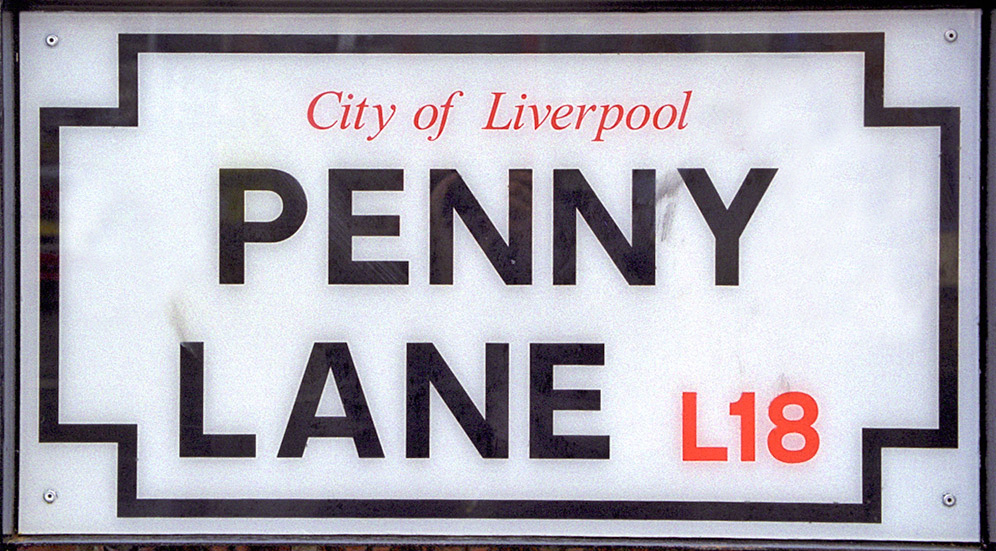
Уличная вывеска на Пенни-Лейн

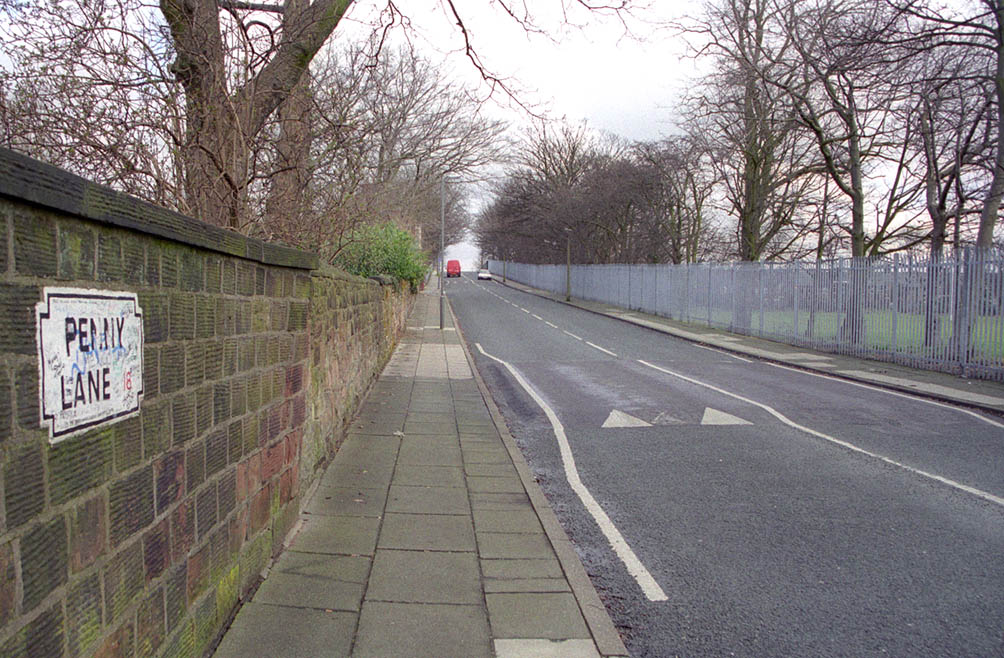
Вид вдоль Пенни-Лейн в противоположную сторону от автобусной развязки, в сторону Гринбэнк-Роуд, поблизости от парка Сефтон.

Улица заслужила столь большое внимание группы из-за того, что родной дом Джона Леннона находился неподалёку. Леннон и Маккартни нередко встречались на Пенни-Лейн в том месте, где она соседствует с районом Мозли-Хилл — здесь находилась автобусная остановка, с которой можно было уехать в центр города. Пересечение улицы со Смитдаун-Роуд тоже нередко обозначалось как Пенни-Лейн. В 1960-х годах эта часть города являлась конечной остановкой для многих автобусов, и автобусы с табличкой «Пенни-Лейн» курсировали по всему Ливерпулю.
Продюсер и аранжировщик «Битлз» Джордж Мартин считал, что сингл «Penny Lane»/«Strawberry Fields Forever» является наиболее выдающимся синглом группы. Тем не менее, в Великобритании песня не смогла достичь первой строчки чартов, уступив песне «Release Me» в исполнении Энгельберта Хампердинка. В США, напротив, сингл продержался на первой позиции чарта Billboard Hot 100  одну неделю (был вытеснен с первой позиции песней «Happy Together» группы The Turtles).
После успеха сингла с двумя сторонами «А» «Yellow Submarine»/«Eleanor Rigby» Брайан Эпстайн был озабочен наличием у группы нового музыкального материала. В итоге обе песни, несмотря на то что они были записаны во время сессий, посвящённых альбому Sgt. Pepper's Lonely Hearts Club Band, в сам альбом не вошли, о чём впоследствии Джордж Мартин весьма сожалел.
«Penny Lane» также стал первым синглом группы, который продавался с фото-вкладкой, что в Великобритании в то время было весьма редкой практикой, несмотря на то что в таких странах, как США и Япония, это уже было распространённым явлением.

## Запись песни
Первая сессия состоялась 29 декабря 1966 года на студии «Эбби Роуд»; как базовый инструмент использовалось фортепиано. Последующие сессии состоялись 30 декабря 1966 года, а также 4, 5, 6, 9, 10, 12 и 17 января 1967 года. В эти дни были записаны вокал, подголоски, перкуссия, бас-гитара, дополнительные партии фортепиано, записанные через гитарный усилитель с эффектом реверберации, а также партии духовых инструментов и контрабаса.
Соло трубы-пикколо, ставшее «изюминкой» песни, было записано в самый последний день студийной работы; партию исполнил Дэвид Мейсон. Это соло, навеянное вторым Бранденбургским концертом Баха, копирует стиль барокко, для которого труба-пикколо (небольшой инструмент, звучащий на октаву выше обычной трубы) подходил особенно хорошо. Мейсон за свою работу получил 27 фунтов и 10 шиллингов.
В исходной промоверсии американского сингла дополнительно имелось роскошное соло трубы в самом конце песни. Однако, данная версия сингла была довольно быстро заменена на другую версию, в которой этого финального соло не было. Первая версия сингла является в наше время одним из наиболее редких и ценных объектов коллекционирования среди фанатов «Битлз».
Стерео-микс версии с добавочным соло трубы был включён в сборник Rarities, а также в британские компиляционные альбомы The Beatles Box (1980) и Anthology 2 (1996).
В 2017 году песня вместе со «Strawberry Fields Forever» вошла в юбилейное переиздание альбома «Sgt. Pepper’s Lonely Hearts Club Band», где были опубликованы новый стерео-микс из переиздании сингла, шестой дубль (инструментальная версия) и американская версия моно-микса.
Участники записи
- Пол Маккартни — вокал, подголоски, фортепиано, бас-гитара
- Джон Леннон — подголоски, фортепиано, конга, хлопки
- Джордж Харрисон — подголоски, колокольчик, хлопки
- Ринго Старр — ударные, бубен
- Джордж Мартин — аранжировка, фортепиано
- Дэвид Мейсон[англ.] — труба-пикколо
- Рей Свинфилд, П. Гуди, Мэнни Уинтерз — флейты, флейты-пикколо
- Леон Колверт, Фредди Клэйтон, Берт Кортлей, Данкен Кэмпбелл — трубы, флюгельгорн
- Дик Морган, Майк Винфельд — гобои, английский рожок
- Фрэнк Кларк — контрабас

## Музыка и текст

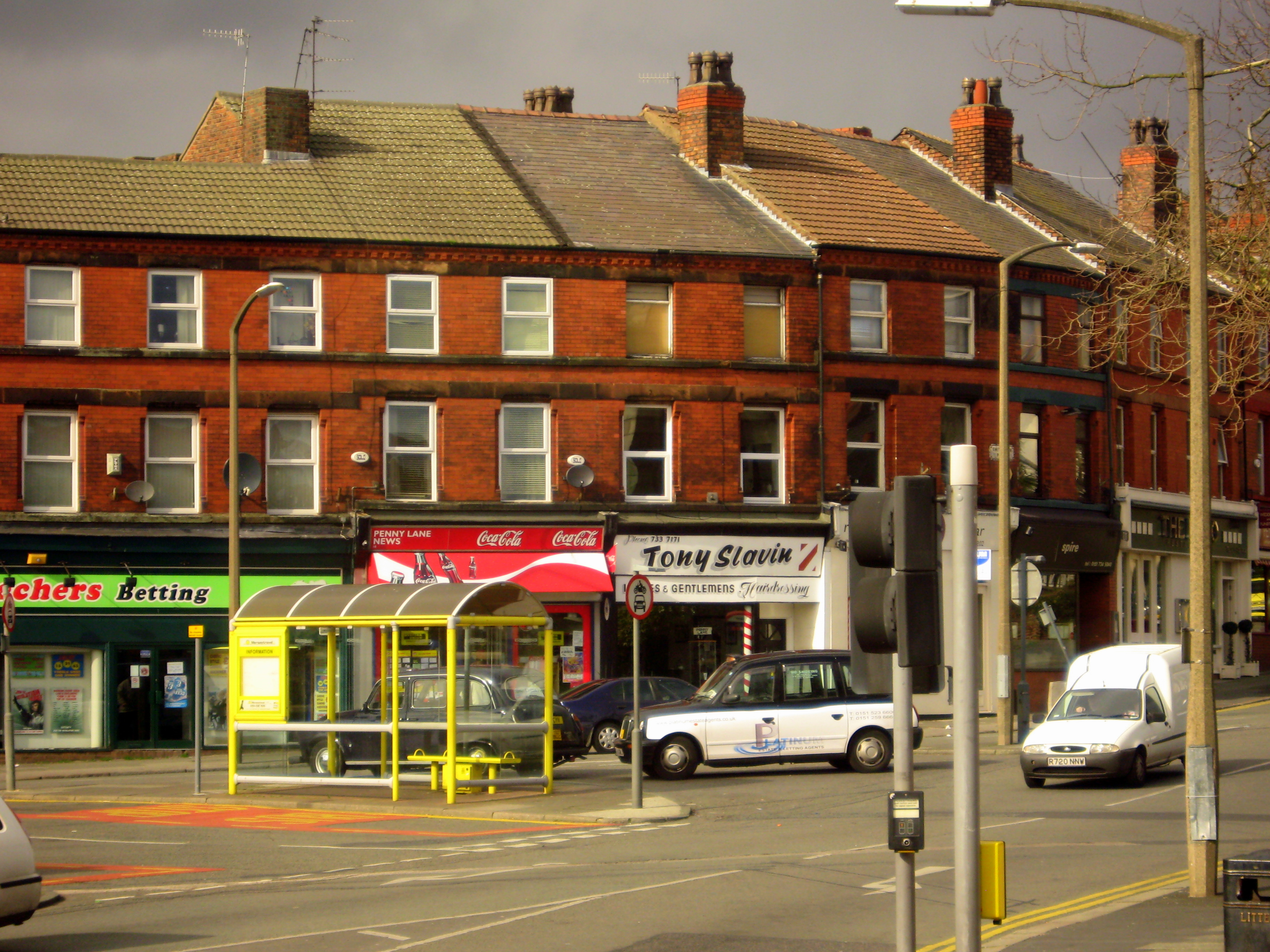
Белый магазинчик (Tony Slavin) считается тем самым местом, где работал «парикмахер, показывающий фотографии каждой головы, которую он имел удовольствие знать» — цит. из текста песни.

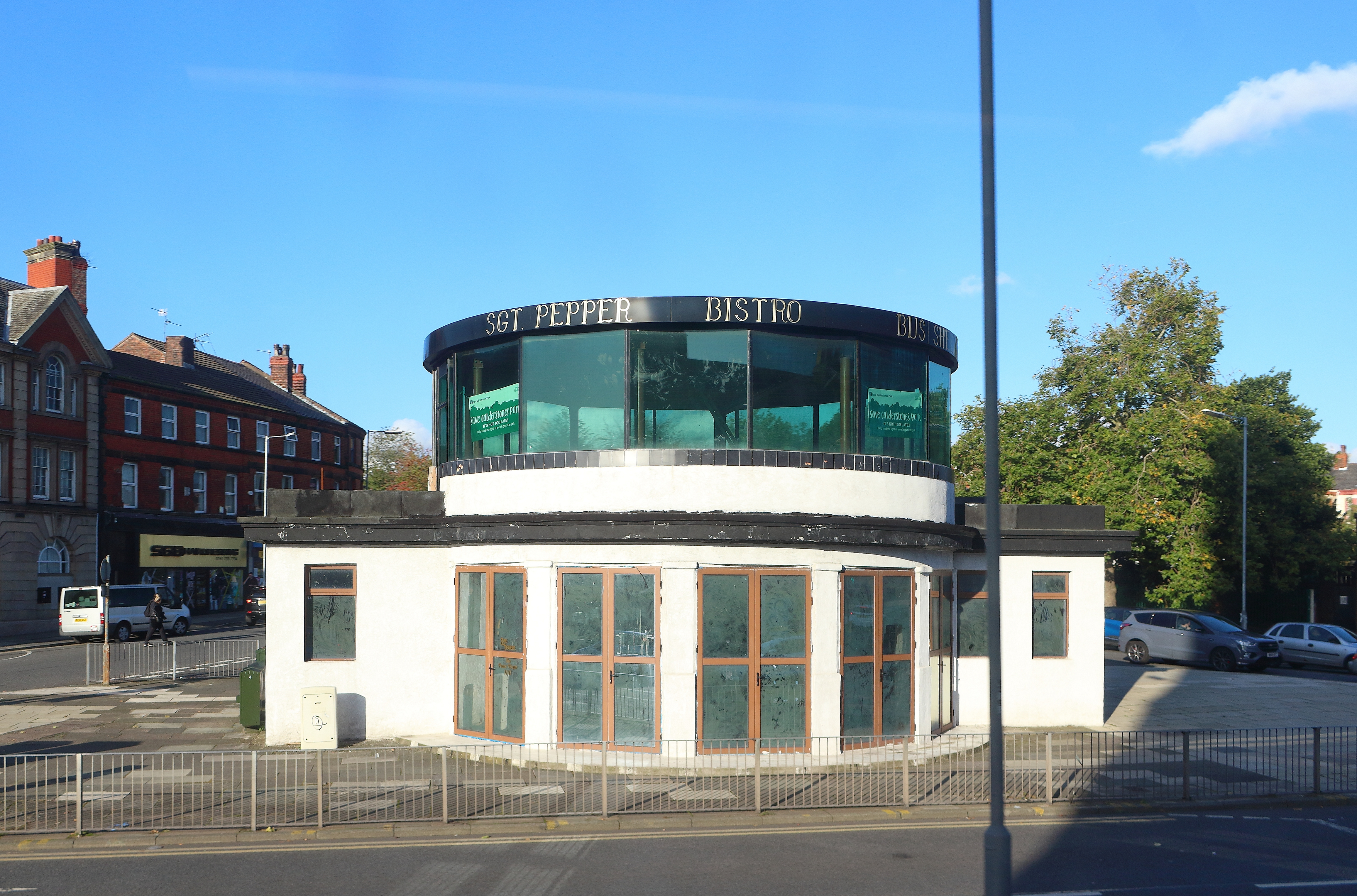
Автобусная остановка, надстроенная и переоборудованная в кафе

Песня написана в классической куплетной форме; куплет звучит в си мажоре, тогда как припев звучит в ля мажоре.
Характерной чертой песни является соло трубы-пикколо в исполнении Дэвида Мейсона. Принято считать, что использование данного инструмента в этой песне является первым подобным экспериментом в поп-музыке. По словам Джорджа Мартина, «результат был уникален, это было нечто, что ещё не делалось в рок-музыке».
Текст песни представляет собой череду двусмысленных и сюрреалистических образов. Поначалу кажется, что песня повествует о ясном летнем дне («beneath the blue suburban skies» — «под синим пригородным небом»), однако, в то же самое время рассказывает о дожде («the fireman rushes in from the pouring rain» — «пожарный спасается от проливного дождя») и о приближающейся зиме («selling poppies from a tray» — «продают мак с подносов», что намекает на День перемирия, отмечаемый 11 ноября). По словам Иэна Макдональда, «несмотря на кажущуюся натуралистичность, текст песни, по сути, калейдоскопичен — равно как сияет солнце и дождит в одно и то же время, так речь идёт и о лете, и о зиме одновременно».
Фраза «shelter in the middle of the roundabout» (с англ. — «навес посреди круговой развязки») обозначает старый автобусный навес, который позже был переделан в кафе, посвящённое битловской тематике. Кафе, однако, позже было заброшено, несмотря на его популярность среди туристов. Здесь же находится конечная остановка автобусов, следующих до Пенни-Лейн.
Загадочная строчка «Four of fish and finger pies» (с англ. — «Четыре рыбы и палец в пирожке») является британским сленгом. Выражение «a four of fish» означает «рыба и картофель фри» (блюдо, стоившее тогда четыре пенса), тогда как «finger pie» — это выражение из сексуального жаргона, означающее интимные ласки между подростками, собиравшимися под уже упомянутым навесом. Выражение «fish and finger» является также игрой слов, обыгрывающей выражение «fish fingers» (с англ. — «рыбные палочки»).
Стоит заметить, что текст песни, напечатанный в компиляционном альбоме The Beatles 1967–1970 (т. н. «Синий альбом»), приводится с ошибкой — вместо «Four of fish and finger pies» там напечатано «Full of fish and finger pies».

## Видеоклип
Промовидео для песни «Penny Lane», вместе с аналогичным видео для песни «Strawberry Fields Forever», стало одним из первых образцов того, что впоследствии стало известно как «музыкальный видеоклип».
Видеоклип снимался на улице Энджел Лейн лондонского Ист-Энда (а также в её окрестностях), на Кингс-Роуд в Челси и в Ноул-парке городка Севенокс (графство Кент). Промовидео на песню «Strawberry Fields Forever» снималось в то же время и в тех же местах. Во время пребывания группы в Севеноксе Леннон купил цирковую афишу, вдохновившую его на создание песни «Being for the Benefit of Mr. Kite!». Режиссёром обоих видеоклипов был Питер Голдман.

## Позиции в чартах
| Чарт (1967)            | Высшая позиция |
| ---------------------- | -------------- |
| CHUM Chart (Канада)    | 1              |
| UK Singles Chart       | 2              |
| U.S. Billboard Hot 100 | 1              |